# Tolsti Vrh (gmina Ravne na Koroškem)
Tolsti Vrh – wieś w Słowenii, w gminie Ravne na Koroškem. W 2018 roku liczyła 909 mieszkańców.